# 117e méridien ouest
En géographie, le 117e méridien ouest est le méridien joignant les points de la surface de la Terre dont la longitude est égale à 117° ouest.

## Géographie

### Dimensions
Comme tous les autres méridiens, la longueur du 117e méridien correspond à une demi-circonférence terrestre, soit 20 003,932 km. Au niveau de l'équateur, il est distant du méridien de Greenwich de 13 024 km,.
Avec le 63e méridien est, il forme un grand cercle passant par les pôles géographiques terrestres.

### Régions traversées
En commençant par le pôle Nord et descendant vers le sud au pôle Sud, Le 117e méridien ouest passe par:
| Coordonnées           | Pays, territoire ou mer           | Notes |
| --------------------- | --------------------------------- | --- |
| 90° 00′ N, 117° 00′ O | Océan Arctique                    | |
| 77° 28′ N, 117° 00′ O | Canada                            | Territoires du Nord-Ouest — Île du Prince-Patrick |
| 76° 20′ N, 117° 00′ O | Détroit Fitzwilliam (en)          | |
| 76° 12′ N, 117° 00′ O | Détroit de Kellett                | |
| 75° 44′ N, 117° 00′ O | Canada                            | Territoires du Nord-Ouest — Île Melville |
| 75° 34′ N, 117° 00′ O | Baie de Purchase (en)             | |
| 75° 29′ N, 117° 00′ O | Canada                            | Territoires du Nord-Ouest — Île Melville |
| 75° 09′ N, 117° 00′ O | Détroit de McClure                | |
| 74° 07′ N, 117° 00′ O | Canada                            | Territoires du Nord-Ouest — Île Banks |
| 73° 07′ N, 117° 00′ O | Détroit du Prince-de-Galles       | |
| 72° 57′ N, 117° 00′ O | Canada                            | Territoires du Nord-Ouest — Île Victoria |
| 70° 32′ N, 117° 00′ O | Détroit du Prince-de-Galles       | |
| 70° 06′ N, 117° 00′ O | Canada                            | Territoires du Nord-Ouest — Île Victoria Nunavut — à partir de 70° 00′ N, 117° 00′ O sur l'Île Victoria Territoires du Nord-Ouest — à partir de 69° 49′ N, 117° 00′ O sur l'Île Victoria |
| 69° 41′ N, 117° 00′ O | Détroit de Dolphin and Union (en) | |
| 68° 54′ N, 117° 00′ O | Canada                            | Nunavut Territoires du Nord-Ouest — à partir de 66° 52′ N, 117° 00′ O Alberta — à partir de 60° 00′ N, 117° 00′ O Colombie-Britannique — à partir de 51° 50′ N, 117° 00′ O |
| 49° 00′ N, 117° 00′ O | États-Unis                        | Idaho Washington — à partir de 46° 18′ N, 117° 00′ O Oregon — à partir de 46° 00′ N, 117° 00′ O Idaho — à partir de 44° 46′ N, 117° 00′ O Oregon — à partir de 44° 15′ N, 117° 00′ O Idaho — à partir de 43° 52′ N, 117° 00′ O Nevada — à partir de 42° 00′ N, 117° 00′ O Californie — à partir de 36° 51′ N, 117° 00′ O et passe par Santee à 33°5’ N 117° W. |
| 32° 33′ N, 117° 00′ O | Mexique                           | Basse-Californie — passe juste à l'est de Tijuana |
| 32° 16′ N, 117° 00′ O | Océan Pacifique                   | |
| 60° 00′ S, 117° 00′ O | Océan Austral                     | |
| 73° 57′ S, 117° 00′ O | Antarctique                       | Liste des territoires non revendiqués |